# Nerthra martini
Nerthra martini är en insektsart som beskrevs av Todd 1954. Nerthra martini ingår i släktet Nerthra och familjen Gelastocoridae. Inga underarter finns listade i Catalogue of Life.